# Lehr Zsigmond
Lehr Zsigmond,  Lőrinczi Zsigmond (Sárszentlőrinc, 1841. szeptember 1. – Pozsony, 1871. szeptember 3.) műfordító, tanár.
Tolnai Vilmos nyelvész, irodalomtörténész apja, Lehr Albert bátyja.

## Pályája
Tanulmányait szülőhelyén, majd a soproni gimnáziumban és főiskolán végezte, ahol 1860-ban első éves hittanhallgató volt. 1861–1863 között a hallei egyetemen bölcseletet és teológiát hallgatott. Hazatérve Győrött lelkésznek szentelték fel. 1864–1865 között Smalborne angol családnál nevelősködött Sopronkeresztúron; ekkor alkalma nyílt tanítványával külföldön nagyobb utazásokat tenni. Miután 1865-ben tanári képesítést szerzett, ugyanez évtől haláláig a Pozsonyi Evangélikus Líceum magyar irodalom és egyetemes történelem tanára volt. Az ottani magyar önképzőkört is vezette. A klasszikus és a német nyelven kívül folyékonyan beszélt franciául, angolul és olaszul, értett spanyolul is.

### Irodalmi munkássága
Irodalmi munkássága a soproni líceum magyar társaságában kezdődött; költeményeket írt, de már ekkor elkezdte műfordításait. 1862-ben lefordította Robert Burns száznyolvanegy versét és Jean Racine Phaedráját; 1863-ban Francesco Petrarca száztizenhárom szonettjét; 1864-ben Thomas Moore ír dalaiból hetvennyolcat. Kedvelte Henry Wadsworth Longfellowt és Pierre-Jean de Bérangert; de ezeken kívül a francia, az angol és az olasz irodalom más jeles költőitől is fordított. A Kisfaludy Társaságban felolvasták az olasz népköltészetről írt értekezését (Fővárosi Lapok, 1870.)
Költeményei, fordításai cikkei: a Hölgyfutárban (1859. Millevoye, Raboul, 1860. Emile Souvestre, Leo Halevy, Chateaubriand, Longfellow, Béranger, A. Grün, Delavigne, 1861-64. hallei s hamburgi levelek, A kisérteties a költészetben; költemények eredetiek és ford. Delavigne, Burns, Lamartine, Th. Moore, Th. Campbel, Frauenstädt, Chenier, Reboult, Thompson után és Petrarca szonettjeiből, Byron «Héber dalai»-ból, Burns életrajza, Párisi rajzok, Vanitatum vanitas, költ.); a Kakas Márton Naptárában (1861. költ.); a Császárfürdői Albumban (1863. költ.); a Koszorúkban (1864-65. Petrarca, Memento mori, költ.); a Vasárnapi Ujság (1865. költ.); a pozsonyi ág. ev. főgymnaisum Értesítőjében (1866. Töredékes jegyzetek Arany Buda halála eposzáról); a Győri Közlönyben (1866-67. költ.); a Hazánk és a Külföldben (1867-1869. Mikes dalai, Comoens, Az utolsó görög és költ.); a Fővárosi Lapokban (1867., 1870-1871. költ. Shelley, Béranger után és ered.); a Képes Világban (1688., 1870.); a Divatban (1869-70. költ.); a Magyarország és a Nagyvilágban (1869. Csáktornya és költ.); az Orsz. Középtanodai Tanáregylet Közlönyében (1871-72. könyvism.); a Budapesti Szemlében (XXIV. 1880. Burns három költeménye.)
Munkáit nagyobbrészt Lőrinczi Zsigmond írói néven tette közzé.

## Művei
- Perikles. Ford. Lőrinczi Zsigmond. Pest, 1871 (Shakespeare minden munkái. Kiadta a Kisfaludy-társaság 12.)
- VI. Henrik király. Fordította Lőrinczy Zsigmond. Uo. 1870. Két rész. (Shakespeare minden munkái 16., 17.)
- Venus és Adonis és Lucretia. Uo. 1878 (Költemények. Ford. Lőrinczi Zsigmond. Shakespeare minden munkái 19.)
- Lalla Rookh. Keleti rege. Irta Moore Tamás, angolból ford. Bpest, 1883 (Kiadta a Kisfaludy-társaság)

Kéziratban (?) vannak költeményei és műfordításai négy kötetben 1857-től 1871-ig.